# Vitold Fokin
Vitold Pàvlovitx Fokin (Novomikolaivka, Província de Zaporíjia; 25 d'octubre del 1932 - 20 de març de 2025) va ser un polític i enginyer ucraïnès.
Provenia d'una família de mestres. Fou nomenat Primer ministre d'Ucraïna el 18 d'abril del 1991, però va dimitir el 8 d'octubre del 1992. Fins al maig del 1994 fou vicepresident de la Verkhovna Rada. També va exercir com a cap de supervisió d'AOZT Devon.